# Льонолисник альпійський
Льонолисник альпійський (Thesium alpinum) — вид квіткових рослин родини санталових (Santalaceae).

## Біоморфологічна характеристика
Це багаторічна рослина 8–50 см заввишки, гола, з тонким стрижневим коренем. Стебла численні, розлогі, тонкі, ребристі, прості, рідше мало розгалужені. Листки лінійно-ланцетні, чергові, сидячі, 1–4 см × 1–2 мм, переважно 1-жилкові. Суцвіття – одностороння китиця. Квітки, як правило, 4-члені. Кожна квітка з 3 приквітками. Плоди майже кулясті. 2n=12.

## Поширення
Росте у Європі, Туреччині й Ірані.
В Україні вид росте на скелях та кам'янистих місцях — у Карпатах.